# Caparol

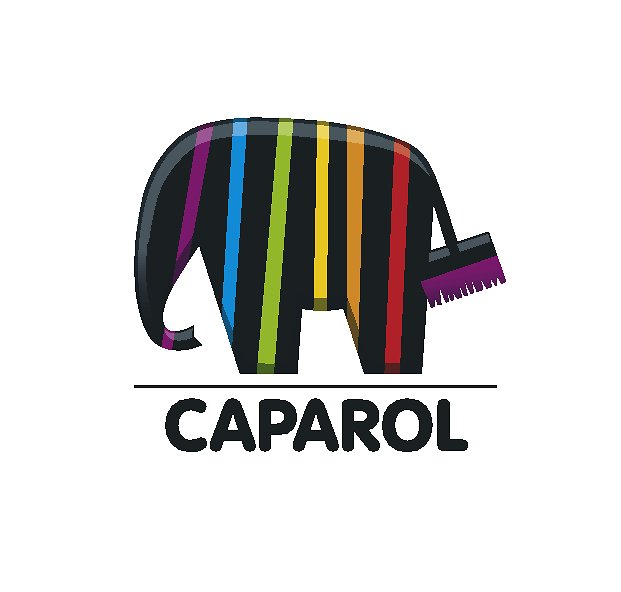

Caparol — назва бренду випливає із початкових букв трьох основних компонентів фарби (казеїн, парафін та олеум, китайське деревне масло). Бренд Caparol належить міжнародному концерну Deutsche Amphibolin Werke (Німецькі Амфіболінові Заводи — DAW SE) який з 1895 року займається розробкою, виробництвом та продажею інноваційних систем покриття. Будучи незалежним сімейним бізнесом компанія зростала і на сьогоднішній день стала третім за величиною виробником архітектурних фарб у Європі та протягом десятиріч утримує лідерство у Німеччині, Австрії, Україні та Туреччині.
На сьогоднішній день Caparol — це фарби, емалі, лазурі, хімічно-будівельні покриття, а також матеріали та технології для теплоізоляції фасадів. Піклуючись про навколишнє середовище, компанія Caparol створює високоякісні, екологічно безпечні, а часом і унікальні продукти для оформлення фасадів та інтер'єрів будівель.

## Історія
1885 рік — Ернст Мур'ян і його син Едуард з Гамбурзької експортно-імпортної торгової компанії «Ernst Murjahn & Sohn» набувають права на видобуток марганцю в Оденвальді. У подальших дослідженнях ґрунту Едуард Мур'ян зустрічається з важливим мінералом з групи амфіболів.
1889- Едуард Мур'ян завершує перші контракти з видобутку для " Ernst Murjahn & Sohn " і знаходить спосіб обробити знайдений амфібол. У 1889 році він заснував у Німеччині «Німецький амфіболіновий завод Едуарда Мур'яна» в Ернстофені / Оденвальді, а потім почав виробляти фарби, штукатурку та антикорозію.
1894-Роберт Мур'ян, син Едуарда Мур'яна, розробляє штукатурку на основі вапна і крейди. Порошок отримує почесний диплом в 1894 році на виставці в Кілі і нагороджений золотою медаллю.
1895-Роберт Мур'яна заснував у 1895 році компанію «Німецький амфіболіновий завод Роберта Мур'яна» в Обер-Рамштадті. З цього моменту вироблятиметься порошкове фарбування штукатурки та «порошок для фарбування Murjahn».
1926-до компанії приєднується 24-річний Роберт Мур'яна, син засновника компанії.
1928- Роберт Мур'яна розробив водну емульсійну зв'язуючу речовину «Капарол», яка дозволяє художнику зробити необхідну фарбу з пігментів і наповнювачів. Назва бренду виходить з початкових букв трьох компонентів казеїну, парафіну та олеуму (китайська деревна олія).
1957-Розробляються перші композитні теплоізоляційні системи Disbon GmbH створені для захисту будівель.
1965- DAW є найбільшим у Німеччині виробником емульсійних фарб.
1981-Компанія Capatect Dämmsysteme GmbH & Co. Energietechnik KG заснована в Обер-Рамштадті. Виробник теплоізоляційних композитних і фасадних штукатурних систем.
1983-Заснування Alpina Farben Vertriebs GmbH & Co. KG, Обер-Рамштадт.
1984-Смугастий слон стає новим логотипом компанії Caparol. Перша презентація відбудеться на ярмарку «Фарбе» в Мюнхені.
1992-значне розширення компанії, в тому числі і на території колишнього Радянського Союзу.
1995-Після багатьох років співпраці з DAW, Alligator входить до групи компаній як незалежний бренд з власним місцем розташування та власним профілем.
1996-Введена в експлуатацію найсучасніша фабрика з виробництва емульсійних фарб в Європі із штаб-квартирою в Обер-Рамштадті.
2001-Caparol вводить перші емульсійні фарби, що не містять консервантів, для людей, які страждають алергією.
2002-Alsecco стає частиною корпоративної сім'ї DAW і доповнює спектр послуг групи компаній.
2003-DAW перетворюється на сімейний фонд під назвою «Deutsche Amphibolin-Werke von Robert Murjahn Stiftung & Co KG».
2004-Ринок впроваджує систему Nespri-TEC® для покриттів фасаду без бризок.
2007-DAW є членом-засновником Німецької ради зі сталого будівництва (DGNB)
2008-Впроваджена технологія нано-кварцової решітки для довговічних і блискучих фарб фасаду.
2009-DAW отримує «Top 100 Seal якості» як одна з 100 найбільш інноваційних компаній у Німеччині.
2010-Засновано Консультативну раду з питань сталого розвитку.
2012-DAW приєднується до Глобального Договору. Впроваджена високоефективна теплоізоляційна плита S024 що встановлює нові стандарти теплоізоляції.
2013-Зміна назви на DAW SE. Під час цього введено новий логотип компанії DAW. Запуск внутрішніх капілярних систем ізоляції Capatect «IDS Active і IDS Mineral» з унікальним термо-кутом IDS.
2014-Початок розширення штабу DAW в Обер-Рамштадті. Німецька Рада з питань сталого будівництва (DGNB) вже отримала срібло попереднього сертифікату на високий екологічний стандарт. Система екологічної ізоляції, виготовлена з волокон конопель, неодноразово нагороджується за інновації та екологічність в Німеччині та Австрії.
2015-Після п'яти послідовних семінарів DAW презентує громадськості результати діалогу зацікавлених сторін «Future Thermal Insulation». Бренди Caparol і Alpina представлені як "стійкий виробник " і таким чином отримують найвищу нагороду за соціальне та екологічне зобов'язання. Інноваційна система екологічної ізоляції виготовлена з волокон конопель DAW була номінована на Державну премію Австрії за екологічні та енергетичні технології, категорія «Довкілля та клімат».
2016-Інноваційні лінійки продуктів Caparol (CapaGeo) та Alpina (Alpina Klima-Weiss) характеризуються використанням відновлюваних ресурсів та зменшенням використання вуглецю.

## Підприємницька сім'я
DAW SE є приватною власністю протягом 5 поколінь. На сьогоднішній день ім'я засновника, дійсне з 1895 року як частина логотипу компанії, символізує успішний сімейний бізнес. Якість продукції та інноваційність є запорукою успіху компанії.
До 1895
Едуард Мур'ян
Історія DAW SE почалася з цього бізнесмена з Гамбурга. Виявивши амфібол під час розкопок в Оденвальді, він розробив процес переробки амфіболу в фарбу і гіпсовий порошок, який назвав «амфіболін».
1895-1940
Роберт Мур'ян
Роберт Мур'янпродовжив роботу свого батька і розробив власний порошок фарби на основі вапна і крейди. Він заснував компанію «Deutsche Amphibolin-Werke by Robert Murjahn» в Оденвальді в Обер-Рамштадті.
1940-1978
Д-р Роберт Мур'ян
Д-р Роберт Мур'януспішно продовжив сімейний бізнес і передав своєму сину доктору Клаусу Мур'ян процвітаючу компанію. Інститут Роберта Мур'янназваний його ім'ям.
1978-2008
Д-р Клаус Мур'ян
Під його керівництвом компанія DAW розвивалася від місцевого постачальника до лідера міжнародного ринку. Обсяг продажів і чисельність працівників значно збільшився.
З 2008 року
Д-р Ральф Мур'ян
Під його керівництвом систематично продовжувалася багатогалузева стратегія DAW. Широко представлено компанія Caparol в Україні [Архівовано 5 жовтня 2021 у Wayback Machine.]. Для подальшої міжнародної експансії компанія DAW була перейменована в сучасну корпоративну форму DAW SE.